# Volcán de San Martín
El Volcán de San Martín o Volcán Martín o Tigalate es un volcán situado en la isla canaria de La Palma (España). Alcanza una altitud de 1597 m s. n. m.

## Acceso
- GR-131, un sendero de Gran Recorrido[3]